# Даме Груев
Дамјан „Даме“ Груев (Смиљево, 19. јануар 1871 — Русиново, 23. децембар 1906) или Дамјан Грујић био јe револуционар са територије данашње Северне Македоније, један од оснивача Унутрашње македонско-једренске револуционарне организације.

## Биографија
Груев потиче из Демир Хисара, из села Смиљева, где је рођен 1871. године. Завршио је шести разред у Солунској бугарској гимназији Св. Кирила и Методија. У јануару 1888. године придружио се групи Петра Поп Арсова и са 19 чланова путовао у Београд на позив српског друштва Свети Сава, где су завршили гимназију. Друштво Свети Сава је финансирало његово школовање на Великој школи. Искључен је из школе 1891. године и напустио Београд и отишао у Софију, где је уписао Високо свеучилиште. Искључен је 1891. године и из бугарске школе. У Софији се са неколико истомишљеника удружио у ложу „Дружба“, чијој је план био промена 23. члана Берлинског конгреса.
Након убиства министра финансија у влади Кнежевине Бугарске, Христа Белчева, 27. марта 1891. године Бугари су ухапсили Дамјана Груева и његове другове. У априлу 1891. године отпутовао је у Македонију, где му у Битољу одбију молбу за место учитеља, али је успео да добије то место у родном Смилеву. Тај посао настави у Прилепу, Солуну (1893). Ту је главни иницијатор за оснивање ТМОРОа 23. октобра 1893. Дамјан Груев постане секретар и рачуновођа те тајне организације, која је касније променила име у ВМРО. Сам Груев је рекао да је организација направљена по узору бугарске револуционарне организације Христа Ботева, Васила Левског и Георгија Бенковског.
Постављен је за учитеља у Штипу за школску годину 1894/1895. године, где упознаје Гоце Делчева и Тошеја Деливанова.
Године 1897. у Солуну је основано „Друштво против Срба“ чији је циљ био да „огњем и мачем искорени Србе из Македоније“. На челу овог друштва је био Дамјан Груев.
Органи власти Османског царства су га 1897. године протерале из Солуна у Битољ где је 6. августа 1900. осуђен на 10 година затвора. Иако је био у затвору руководио је ВМРО. Године 1902. пребачен је у други затвор у Бодрум кале, где упознаје Христа Татарчева, Христа Матова, Пере Тошева, Ивана Хаџи Николова. Амнестиран је већ у пролеће 1903.
На конгресу у Смилеву маја 1903. године изабран је поред Бориса Стефанова и Атанаса Лозанчева за главног руководиоца Илинданског устанка битољског окружја. Дана 9. септембра 1903. послао је писмо у Бугарску, где моли за помоћ. После пропасти Илинденског устанка јавља се раздор међу "македонским дејцима", који се разделише на три фракције. Груев и саборци Делчев, Петар Ацев и Сугарев истичу програм "Македонија - Македонцима! - и ником другом". Група Сарафиста око Бориса Сарафова делује под паролом "Македонија Бугарској!". Јавља се између те три групе велико непријатељство, које доводи до међусобних издаја и убистава. Године 1904. Груев је заробљен од српског војводе Мицка Крстића и био његов "роб" у Поречу, али је на иницијативу Пере Тошева, у српском представништву у Софији, убрзо пуштен. Груев је изабран за председника ЦК-а октобра 1905. на Рилском конгресу.
Дамјан Груев је погинуо 23. децембра 1906. у селу Русиново приликом борбе са турском потером. Наводно су га издали Турцима - Сарафисти. По другом извору он је "убит в Малешевско в 1907. г."
У скопском позоришту је 1937. године изведена позоришна представа "Заточници", по тексту Анђелка Крстића Јужносрбијанца. У тој историјској драми о четничкој активности у Јужној Србији, појављују се ликови српских четничких војвода, Мицко Крстић, Јован Бабунски и Глигор Стојановић али и "четнички војвода"(!) Дамјан Груев. Груев је био "творац бугарске четничке акције у Македонији".